# Ptiloedaspis tavaresiana
Ptiloedaspis tavaresiana är en tvåvingeart som beskrevs av Mario Bezzi 1920. Ptiloedaspis tavaresiana ingår i släktet Ptiloedaspis och familjen borrflugor.
Artens utbredningsområde är Spanien. Inga underarter finns listade i Catalogue of Life.